# موسیقی کردی
موسیقی کُردی (به کردی:Strana Kurdî) به موسیقی گفته می‌شود که به زبان کردی و همچنین زازاکی و گورانی اجرا شود. این موسیقی به دلیل اهمیت قوم کرد در مناطق کردنشین، منطقه خاورمیانه و غرب آسیا طرفداران زیادی دارد. موسیقی کردی شامل آوازها، ترانه‌ها، آهنگ‌ها و موسیقی‌های بی کلام و نغمه‌هایی است که به زبان کردی و زازا-گورانی خوانده می‌شود و در میان اقوام مختلف و غیرکُرد نیز از جذابیت زیادی برخوردار می‌باشد.
موسیقی کردی، بیانگر تاریخ، فرهنگ، باورها، اعتقادات و عواطف کردها می‌باشد. ترانه‌هایی که منشأ افسانه‌ای دارند و گاهی تراژدی‌هایی از اتفاقات و توصیفات جنگجویان و بزرگان خود است که در قالب شعر و موسیقی گفته می‌شود و به ترانه‌های «دیوانی» شهرت دارند.
«کاویس آقا» با نام اصلی «کاک ویس» مشهورترین شخصی بوده که انواع ترانه‌های دیوانی را جمع‌آوری کرده است.

این نوع موسیقی از دو قسمت کلاسیک و مدرن و تشکیل شده است که هر کدام انواع و شاخه‌های مخصوص به خود را دارند. منشأ ترانه‌های کردی را می‌توان افسانه‌ها، داستان‌های دلاورانه و داستان‌های عاشقانه و شاهنامه و شعرهای با محتوا دانست. 

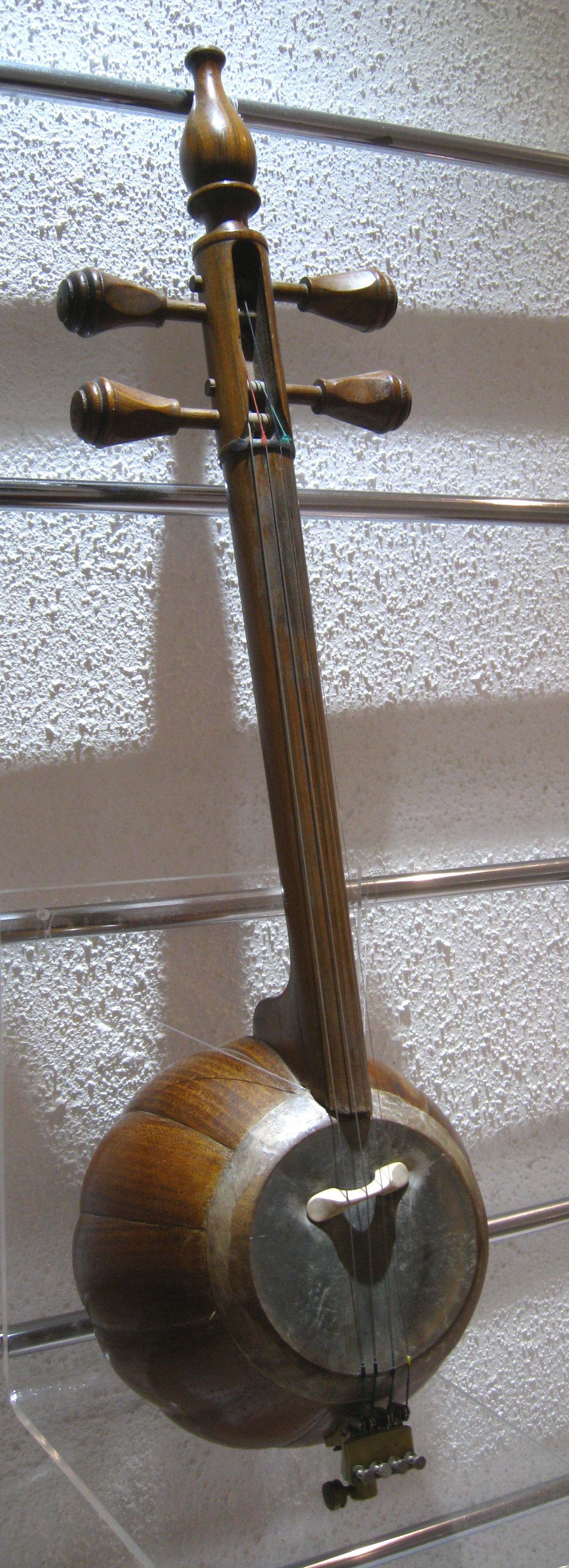
کمانچه

## تاریخچه
موسیقی کُردی در میان مردم کردستان دارای پیوندی ناگسستنی با زندگی روزمره مردم آن دیار است.

### افسانه‌ها و ترانه‌ها
پیدایش موسیقی کُردی مثل اکثر ملت‌های دیگر از افسانه‌های کُردی شروع شد که افسانه‌ها در قالب ترانه‌های کُردی بازگو می‌شدند. این ترانه‌ها در فرهنگ کُردی به ترانه‌های دیوانی تقسیم می‌شوند و بیشتر محتوای آن‌ها همان افسانه‌های کُردی است، که شکل حماسی دارند.
اولین طلیعه‌های هنر کُردی از بار ادبی و هنر موسیقی حماسه‌های کُردی بودند. مشهورترین کسی که به این نوع موسیقی پرداخته «کاویس آقا» بود. ترانه‌های او همان حماسه‌هایی هستند که از گذشتگان بر جای مانده است.

### موسیقی حکایت
گونه دیگری از موسیقی فولکلور کُردی مربوط به حکایات و داستان‌هاست؛ ترانه‌های داستانی را می‌توان به دو بخش قهرمانی و دلدادگی تقسیم کرد.
در ترانه‌های قهرمانی به دلاوری‌ها و مبارزه‌طلبی‌های یک قهرمان پرداخته می‌شود. در ترانه‌های دلدادگی جنبه‌های رمانتیک و عاشقانه بین دو شخص بیان می‌شود که از این میان، ترانه «زنبیل‌فروش» که جنبه عرفانی دارد و ترانه‌های «آس و حسن» و «خجه و سیامند» که سرگذشت دو دلداده را بیان می‌کند از معروف‌ترین آثار در این بخش هستند.
در بخش دیگر این موسیقی، کُردهای «سورانی» برای خود نوع ویژه‌ای از موسیقی دارند که به آن‌ها «گورانی» می‌گویند که این نوع ترانه‌ها در میان کُردهای اطراف شهرستان ارومیه و کُردهای ترکیه (شمال) «لاوژه» گفته می‌شود و این نوع گورانی‌ها ریتمی به نام «قه‌تار» دارند. پژوهشگران بر این باورند که ریشه این کلمه از واژه زرتشتی «گاتا» گرفته شده که در اوایل مربوط به یک سری نیایش‌ها و مراسم مذهبی بوده است.
دومین نوع این موسیقی «هوره» نام دارد که مختص کُردهای ایلام و کرمانشاه بوده و در جنوب کردستان و منطقه کرمانشاه (نام کُردی این منطقه کرماشان است) و ایلام خوانده می‌شود در ابتدا ترانه‌های ویژه‌ای در حمد و نیایش «اهورامزدا» بود و این واژه نیز ریشه زرتشتی دارد که برای نیایش های مذهبی آن زمان کُردهای زرتشتی سروده شده‌اند. در مراسم یادبود اشخاص بسیار مهم، کُردها از یک نوع موسیقی که به مرثیه‌سرایی و مرثیه‌خوانی شباهت دارد، به صورت ترانه و با تعریف ویژگی‌های آن شخص برای او عزاداری می‌نمایند. این سبک از موسیقی نیز بیشتر در جنوب کردستان و در مناطق جنوبی کردستان ایران (کرمانشاه و ایلام) رواج دارد و بیشتر به نام مور یا موره خوانده می‌شود. در مراسم خاکسپاری هم ترکیبی از دهل و سرنا با ریتمی مخصوص در قالب نوعی موسیقی که چمری نامیده می‌شود، اجرا می‌گردد.
در آیین‌های میلاد پیامبر، کردها یک نوع ویژه از موسیقی را اجرا می‌کنند که به آن «مولودی» می‌گویند. البته مولودی خوانی در بیشتر جوامع مسلمان رواج دارد.
اولین مولودنامه در توصیف و ستایش آخرین پیامبر مسلمانان، محمد را «ملاباتدیی» صوفی و عارف معروف نوشت که بعداً مرسوم شد که در زمان عید مولود از سروده‌های وی در مولودی‌خوانی استفاده کنند.
معروف‌ترین مولودنامه‌خوان‌های کُرد: سید محمد شمس قریشی و خلیفه میرزا آغا غوثی‌اند که هر دو زاده سنندج هستند.
اصیل ترین سازهای استفاده‌شده در موسیقی کُردی «سرنا»، «دهل» و «بالابان» هستند و بعداً سازهایی که وارد این نوع موسیقی شده‌اند مانند «دف»، «تنبور» و «دیوان» دارای اهمیت ویژه‌ای شده‌اند. به‌گونه‌ای که برخی کردستان به ویژه شهر سنندج را پایتخت دف در جهان می‌دانند.

## سازها
سازهای رایج و اصیل در موسیقی کُردی به شرح زیر می‌باشد:
- نی
- سرنا
- دوزله
- نایه
- دهل
- دف
- باغلاما
- تنبک
- تنبور
- کمانچه
- دیوان
- شمشال
- دوتار (خراسان)
- بالابان
- قوشمه خراسان

## دستگاه موسیقی کُردی
به‌طور کلی در موسیقی ایرانی ملودی‌هایی در قالب هفت دستگاه ماهور، شور، نوا، همایون، سه گاه، چهارگاه و راست پنج گاه جای می‌گیرند.
به غیر از این هفت دستگاه از «آواز اصفهان» هم استفاده می‌شود. بسیاری از موسیقیدانان معتقدند این آواز بخشی از دستگاه شور است و بسیاری دیگر بر این باورند که شاخه‌ای از همایون است. آوازهای «قه‌تار» کُردی در همین آواز جای می‌گیرند. تکامل این سبک را می‌توان در آثار استاد محمد ماملی مشاهده کرد.
در میان هفت دستگاه فوق، دستگاه شور از سایر دستگاه‌ها وسیع‌تر و بزرگ‌تر است اگرچه در سایر دستگاه‌ها، چندین گوشه دیگر جای می‌گیرد، اما دستگاه شور علاوه بر این خود دارای چندین «آواز» دیگر می‌باشد. یکی از معروف‌ترین مقام‌هایی که با ساز تنبور در کردستان نواخته می‌شود، مقام «سُوار سُوار» نام دارد که یادآور حرکت اسب‌ها می‌باشد.
این آوازها شامل موارد زیر می‌باشد:
- ابوعطا
- بیات یا بیات زند
- افشاری
- دشتی
- بیات کرد

بسیاری از آوازهای کُردی مانند کابوکی، شاییک ده گری، گول نیشان گول نیشان و اکثر آوازهای حیران در دستگاه شور جای دارند. دستگاه شور نقش اصلی را در موسیقی کُردی دارد.

## شیوه‌ها و آواز کُردی

### بند کُردی
موسیقی کُردی یکی از معدود موسیقی‌های ایرانی است که در آن بداهه‌خوانی و بداهه‌نوازی رایج است. بداهه‌خوانی یکی از سبک‌های بسیار سنگین در موسیقی کُردی است و لازم است هنرمند برای بداهه خوانی در سایر سبک‌ها نیز تبحر کافی داشته باشد.
هنرمندان بداهه خوان باید سال‌ها در این زمینه فعالیت کنند و تنها با آشنایی کامل در سایر سبک‌های موسیقی کُردی می‌توان بداهه خوانی را انجام داد و علاوه بر آشنایی بر وزن و ریتم موسیقی، از لحاظ درونی نیز استعداد آوازخوانی را داشته باشد، تا بتواند در این سبک موفقیت لازم را کسب کند.
معروف‌ترین ترانه‌سرا در این زمینه، اسماعیل سردشتی معروف به «پادشاه بند کُردی» می‌باشد.

### بیت
بیت، یکی از مهم‌ترین مقام‌های کلاسیک کُردی که در جنگ‌ها، جوانمردی‌ها و حماسه‌ها به کار برده می‌شود و در ستایش خالق یکتا و پیامبران و رهبران آزاده و…. گفته شده که نام دیگر آن در موسیقی کُردی «بالوره» می‌باشد. بالوره گویان، بی‌پرده و بی‌واهمه آوازشان را از هر قسم که باشد سرمی‌دهند زیرا می‌دانند که کسی از آنان دلتنگ نمی‌شود. بیت خوانی مبتنی بر نغمه‌های کاملاً ساده و بدون رعایت وزن و قافیه است.
این آواز کُردی بیشتر در مناطق مهاباد، مکریان و بوکان اجرا می‌شود. مقام سوز یکی دیگر از انواع شیوه‌های موسیقی کُردی می‌باشد.
مهم‌ترین ویژگی این آواز کُردی توجه به سوز درون، شکایت و زاری و چون با قدرت تمام صورت می‌گیرد به آن سوز و مقام می‌گویند، این آواز در اکثر مناطق کردستان وجود دارد.

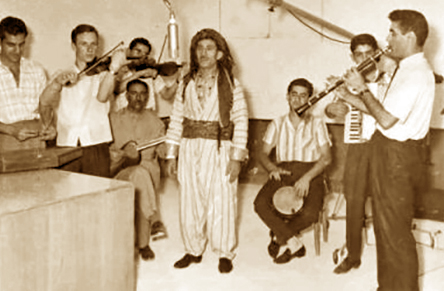
حسن زیرک در حال اجرای یک آهنگ کُردی

### سیاه چمانه
سیاه چمانه، یکی دیگر از مهم‌ترین آوازهای کُردی می‌باشد. این آواز به شکل ده هجایی و دو مصراع به سبک و سیاق ایرانیان کهن سروده می‌شود و به علت همزیستی با مسائل عرفانی رنگ و بوی جدیدی هم به خود گرفته و در پاره‌ای مواقع به آن مقام شیخانه یا صوفیانه هم می‌گویند.
شمس قیس رازی در کتاب المعجم فی معاییر اشعار عجم به سیاه چمانه اشاره می‌کند و می‌گوید که این آواز مختص منطقه هورامان کردستان است. در مورد وجه تسمیه سیاه چمانه نظرهای گوناگونی وجود دارد.
اما براساس یک نظریهٔ معروف واژه سیاه به معنای رنگ سیاه و چمان که همان جمان بوده از کلمه کُردی جامه گرفته و به نام جامه سیاه درآمده و منظور کسی بوده که در موقع خواندن این آواز جامه مشکی می‌پوشیده است.
این موسیقی بیشتر در مناطق جوانرود، اورامان، پاوه، نودشه، نوسود، مریوان و غرب سنندج استفاده می‌شود.

### هوره
هوره از دیگر شیوه‌های موسیقی کُردی است که در ایلام و کرمانشاه و مناطق لک‌نشین رواج دارد. این آواز یک مقام بسیار زیباست که در هنگام سرخوشی، عاشقانه، مستانگی را به شیوه‌های ملیح و متین به گوش شنونده می‌رساند.

### حیران
یکی دیگر از آوازهای کُردی حیران می‌باشد که از دل بیت سر درآورده و اغلب از متنی عاشقانه و پرسوز و گداز با توسل جستن به خالق یکتا و پیامبران برخوردار است. این آواز بیشتر در مناطق مکریان و مهاباد وجود دارد.
اساتید حیران خوان معروف کُرد: حسن سیساوهیی، خدر قادری معروف به خله درزی و… می‌باشند.

### لاووک
لاووک یا لاوژه از دیگر موسیقی کُردی می‌باشد که از ترانه‌های کلاسیک کُردی سرچشمه گرفته و در میان کردهای خراسان به مقام‌های (لو و هی له لو شوان) خوانده می‌شود.
این مقام مخصوص زنان و وجه تمایز «لاووک» با «حیران» در نوع زبان شعری به کار رفته در آن می‌باشد. لاووک به‌طور کلی به گویش زبان کُردی سورانی اجرا می‌شود. این آواز در تمام مناطقی که به زبان کُردی کرمانجی صحبت می‌کنند وجود دارد.
گورانی باشکوه‌ترین و بزرگ‌ترین شیوه موسیقی کُردی می‌باشد. این آواز عظیم‌ترین دسته نغمات در موسیقی کُردی را دارد و کهن‌ترین بخش ادبیات موسیقی کُردی را شامل می‌شود. در زبان عامه به تمام شیوه‌ها و آوازهای موسیقی کُردی گورانی نیز گفته می‌شود.

### چَمَری
چَمَری نیز از آوازهای موسیقی کُردی است که به پاس تجلیل از وجود باارزش از دست رفته‌ای اجرا می‌شود. این آواز به معنای شیون، عزا و نهال قامت خم شده است.
چمری همانند نوحه‌خوانی در فارسی و در مناطق مختلف ایلام و کرمانشاه طرفداران زیادی دارد. اما موسیقی کُردی وسیع‌تر از این است که بتوان آن را در قالب آوازها یا شیوه‌های محدود و مشخصی گنجاند. به نوعی می‌توان بیان کرد که موسیقی کُردی یکی از اصیل‌ترین و کهن‌ترین نوع موسیقی ایرانی بیان می‌گردد.
موسیقی کُردی بازتاب غنای روحی و معنوی مردم و در عین حال تریبونی برای تفسیر مسائل عمیق جامعه می‌باشد. نغمه‌هایی از قبیل مقام‌های الله ویسی، کوچه باغی، صمد عسکری و ترانه‌های ملودیکی نیز در موسیقی کُردی وجود دارند که بر اشعار هجایی و گاه عروضی استوار هستند.
اگر چه مقام‌ها و آوازهای کُردی، جزئی از موسیقی قدیمی ایران است، ولی منظور این نیست که تمام مقام‌ها و آوازهای کُردی، بدون کم‌وکاست، در چارچوب دستگاه‌های سنتی ایران قرار می‌گیرند.
بعضی از آوازها و مقام‌های کُردی مانند سیاه چمانه و هوره در موسیقی کُردی وجود دارند که در داخل دستگاه‌های موسیقی ایرانی جای نمی‌گیرند و یک دستگاه خاص را می‌طلبند. علت مصونیت این آوازها از موسیقی ایرانی این است که؛ این مقام‌ها و آوازها بازمانده موسیقی غنی گاتای آیین زرتشت و هجای این شعر نیز در ردیف‌های عروضی جای نمی‌گیرد و جغرافیای سخت و آغوش گرم هورامان مانند سپری از این آوازها دفاع کرده است.
موسیقی کُردی از دیرباز دارای ویژگی، غنا، ریشه و اصالت بوده و به صورت سینه به سینه نقل شده است.
یکی از موسیقیدانان کردستان در مورد وضعیت موسیقی کُردی چنین می‌گوید: موسیقی کُردی به علت تنوع از غنی پرباری برخوردار است و این غنی بودن موسیقی، ماهیت، اصالت و ریشه‌دار بودن آن را نشان می‌دهد.

## رقص‌های کُردی
این موسیقی به نام هه‌لپه‌رکی یاهه‌لپه‌رین شهرت دارد. هه لپه‌ر فعلی دستوری است که در فارسی یعنی به پر که با اصلاح رقصیدن هماهنگی دارد و هه‌لپه‌رین یعنی به هوا پریدن. این رقص قدمتی بسیار کهن دارد و از روزگار پرستش خدایان در دوران مهرپرستی که در مهرابه‌ها اجرا می‌شد، به یادگار مانده است.
«هه‌لپه‌رکی» عبارت از هفت ریتم اصلی است که به ترتیب با ساز و همراهی اجراکنندگان انجام می‌شود. ریتم آن از کند و آرام و گریان شروع می‌شود و به ریتم هیجانی (سه جار) پایان می‌یابد. در میان آن ریتمهای دیگری نیز وجود دارند که به شرح زیر هستند:
- سی پا
- فتاحی و پشت پا
- زنگی و خانه‌میری
- فتاح پاشایی
- گه‌ریان
- شه‌لان
- چه‌پی
- موکریانی (بوکان، مهاباد، نقده، اشنویه، سردشت، پیرانشهر)
- سقزی
- کرماشانی
- مریوانی

همچنین این ریتم‌ها با دوزله و ضرب اجرا می‌شود. ریتم‌های هه‌لپه‌رکی شامل ریتم‌های زیر می‌باشد:
- گریان
- چپ و راست
- لبلان
- خان امیری
- سجار
- شلان
- آروغان
- هه ل گردن (شاد کردن)

از این میان ریتم چپ و راست (فتاحی و پشت پا) در همه مناطق عشایر ایران اجرا می‌شود.
ریتم گریان در منطقه سنندج و اطراف آن تا مرزهای سقز در شمال و همدان و کرمانشاه و ایلام در جنوب اجرا می‌شود. در مریوان ریتم سه پا معروف به راستا و هه ل گردن اجرا می‌شود.
مراسم ذکر در تکیه‌های دراویش قادری با نواختن دف و نی در جم خانه‌های اهل حق در کرمانشاهان و اورامانات با نواختن دف و تنبور اجرا می‌شود.
رقص سونه یا رقص مرغابی با آهنگ لبلان اجرا می‌شود.

## هنرمندان نامدار موسیقی کُردی
- اسحاق موصلی
- زریاب
- حسن زیرک
- شاکرو
- شهرام ناظری
- سید علی‌اصغر کردستانی
- علی مردان (خواننده)
- آینور دوغان
- اردال ارزنجان
- عایشه شان
- عباس کمندی
- احمد کایا
- شوان پرور
- سید خلیل عالی‌نژاد
- کیهان کلهر
- کیخسرو پورناظری
- مظهر خالقی
- عادل هورامی
- سعدالله نصیری
- ناصر رزازی
- شوان پرور
- حامد امجدیان
- عباس کمندی
- عدنان کریم
- اردشیر کامکار
- اردوان کامکار
- ارسلان کامکار
- بیژن کامکار
- حسن کامکار
- پشنگ کامکار
- رامتین کاکاوندی
- اسماعیل سردشتی
- قادر عبدالله‌زاده
- شهریبان کردی
- حشمت‌الله لرنژاد
- محمد ماملی
- طاهر توفیق
- محمد شاهین پور
- علی‌اکبر مرادی
- مجتبی میرزاده
- عثمان هورامی
- مرضیه فریقی
- عزیز شاهرخ
- محمد شیخو
- محمود برازی
- صابر سلیمانی(آوات بوکانی)
- عبدالله جمال سگرمه
- دلشاد سعید
- نجم‌الدین غلامی
- حمیدحمیدی
- دیار درسیم

- حسن  آقایی قوشمچی